# ElPozo Murcia Fútbol Sala
ElPozo Murcia és un equip murcià de futbol sala fundat el 1989 que actualment disputa la Lliga espanyola de futbol sala del que n'és un dels equips més laurejats. Juga els seus partits com a local al Palacio de Deportes de Murcia, amb capacitat per 7.454 persones.

## Història
ElPozo Murcia es fundà l'any 1989 després d'adquirir els drets del Cruz Joyita, club de Múrcia també, al que ja havia patrocinat la firma ElPozo. Ràpidament ElPozo Murcia es convertí en un dels millors equips de la Lliga, quedant ja subcampió la temporada 1991-92. L'any 1995 aconseguirien el seu primer títol oficial en guanyar la Copa espanyola de futbol sala i el 1996 el segon en guanyar la Supercopa espanyola de futbol sala. El primer títol de Lliga no arribaria fins a la temporada 1997-98.
L'any 2004 l'equip guanya el seu primer títol internacional en imposar-se a la Recopa d'Europa de futbol sala alhora que inicia un període d'esplendor en imposar-se a la Lliga de 2005-06, 2006-07, 2008-09 i 2009-10, així com en diferents edicions de la Copa i la Supercopa. L'any 2008 esdevé finalista de la Copa d'Europa de futbol sala, però cau derrotat pel MFK Viz-Sinara Ekaterimburg a la final.

## Palmarès
- Lliga espanyola:[2]
  - 1997-98, 2005-06, 2006-07, 2008-09, 2009-10
- Copa d'Espanya:
  - 1994-95, 2002-03, 2007-08, 2009-10
- Copa del Rei:
  - 2015-16, 2016-17
- Supercopa d'Espanya:
  - 1995-96, 2006-07, 2009-10, 2012-13, 2014-15, 2016-17
- Recopa d'Europa:
  - 2003-04
- Copa Ibèrica:
  - 2006-07